# Тефія (супутник)
Те́фія (лат. Tethys, грец. Τηθύς) — п'ятнадцятий за віддаленістю від планети супутник Сатурна. Її діаметр становить близько 1060 км. Тефія була відкрита Джованні Кассіні 1684 року і отримала ім'я однієї з титанід грецької міфології. Видима зоряна величина Тефії — 10,2.
Тефія має порівняно низьку густину (0,98 г/см³), що вказує на те, що вона складається переважно з водяного льоду з малою домішкою гірських порід. Її поверхня, за спектроскопічними даними, складається з льоду майже повністю, але містить трохи темної речовини невідомого складу. Поверхня Тефії дуже світла (це другий за альбедо супутник Сатурна після Енцелада) і майже не має колірного відтінку.
Тефія вкрита великою кількістю кратерів, найбільший з яких — 450-кілометровий Одіссей. Через 3/4 супутника простягається велетенський каньйон довжиною понад 2000 км і шириною близько 100 км — Ітака. Ці дві найбільші деталі рельєфу можуть бути пов'язані походженням. Невелику частину поверхні Тефії займає гладенька рівнина, яка могла утворитися внаслідок кріовулканічної активності. Як і інші регулярні супутники Сатурна, Тефія сформувалася з газопилового диска, що оточував Сатурн протягом деякого часу після його утворення.
Тефія була досліджена з близької відстані космічними апаратами «Піонер-11» (1979 року), «Вояджер-1» (1980), «Вояджер-2» (1981) і «Кассіні» (починаючи з 2004 року).
Перебуває в орбітальному резонансі з двома троянськими супутниками — Телесто і Каліпсо.

## Відкриття й назва
Тефія була відкрита Джованні Кассіні 1684 року разом із Діоною, іншим супутником Сатурна. Відкриття було зроблено в Паризькій обсерваторії. Кассіні назвав 4 відкритих ним супутника Сатурна «зорями Людовіка» (лат. Sidera Lodoicea) на честь короля Франції Людовика XIV. Астрономи протягом тривалого часу позначали Тефію Saturn III («третій супутник Сатурна»).
Сучасну назву супутника запропонував Джон Гершель (син Вільяма Гершеля, першовідкривача Мімаса та Енцелада) 1847 року. У своїй публікації результатів астрономічних спостережень від 1847 року, виконаних на мисі Доброї Надії, Гершель запропонував назвати сім відомих на той час супутників Сатурна іменами титанів — братів і сестер Кроноса (аналога Сатурна у грецькій міфології). Тефія отримала назву титаніди Тефії (Тефіди), доньки Урана і Геї, дружини Океана. Крім цього, вживається позначення «Сатурн III» або «S III Тефія».

## Орбіта
Орбіта Тефії пролягає на відстані 295 000 км від центра Сатурна. Ексцентриситет орбіти незначний, а її нахил до екватора Сатурна становить близько 1°. Тефія перебуває в резонансі з Мімасом, який, однак, не викликає помітного ексцентриситету орбіти і припливного нагрівання.
Орбіта Тефії лежить глибоко всередині магнітосфери Сатурна. Тефія піддається постійному бомбардуванню енергійними частинками (електронами та іонами), які наявні у магнітосфері.
Тефія має два малих (розміром 20 км) співорбітальних супутника — Телесто і Каліпсо, які розташовуються в точках Лагранжа орбіти Тефії L4 і L5, на 60° попереду і позаду неї відповідно.

## Фізичні характеристики

Карта поверхні Тефії

При діаметрі 1062 км Тефія є 16-м за розміром супутником у Сонячній системі. Це крижане тіло, схоже на Діону та Рею. 
Тефія має низьку густину речовини (0,984±0,003 г/см³), що вказує на те, що вона складається переважно з льоду із невеликою домішкою гірської породи.
Досі невідомо, чи диференційована Тефія на кам'яне ядро і крижану мантію. Маса кам'яного ядра, якщо воно існує, не перевищує 6 % маси супутника, а його радіус — 145 км. Через дію припливних і відцентрових сил Тефія має форму тривісного еліпсоїда. Існування підземного океану рідкої води в надрах Тефії видається малоймовірним.
Поверхня Тефії дуже світла (у видимому діапазоні), за візуальним альбедо (1,229) вона друга в Сонячній системі після Енцелада. Ймовірно, це результат її «піскоструменевої обробки» частинками кільця E Сатурна  — слабкого кільця з дрібних частинок водяного льоду, утворених гейзерами південної полярної зони Енцелада. Радіолокаційне альбедо Тефії також є дуже високим. Ведуча півкуля супутника на 10—15 % яскравіша, ніж ведена.
Високе альбедо свідчить, що поверхня Тефії складається з майже чистого водяного льоду з невеликою кількістю темної речовини. Спектр супутника у видимому діапазоні не має помітних деталей, а у ближньому ІЧ-діапазоні (на довжинах хвиль 1,25, 1,5, 2,0 і 3,0 мкм) містить сильні смуги поглинання водяного льоду. Крім льоду, на Тефії немає ідентифікованих сполук (але є припущення про наявність там органічних речовин, аміаку та вуглекислого газу). Темний матеріал має ті ж спектральні властивості, що й на поверхні інших темних супутників Сатурна — Япета і Гіперіона. Найімовірніше, що це високодисперсне залізо чи гематит. Вимірювання теплового випромінювання, а також радіолокаційні спостереження космічного апарата «Кассіні» показують, що крижаний реголіт на поверхні Тефії має складну структуру й велику пористість, що перевищує 95 %.

## Поверхня

### Колір

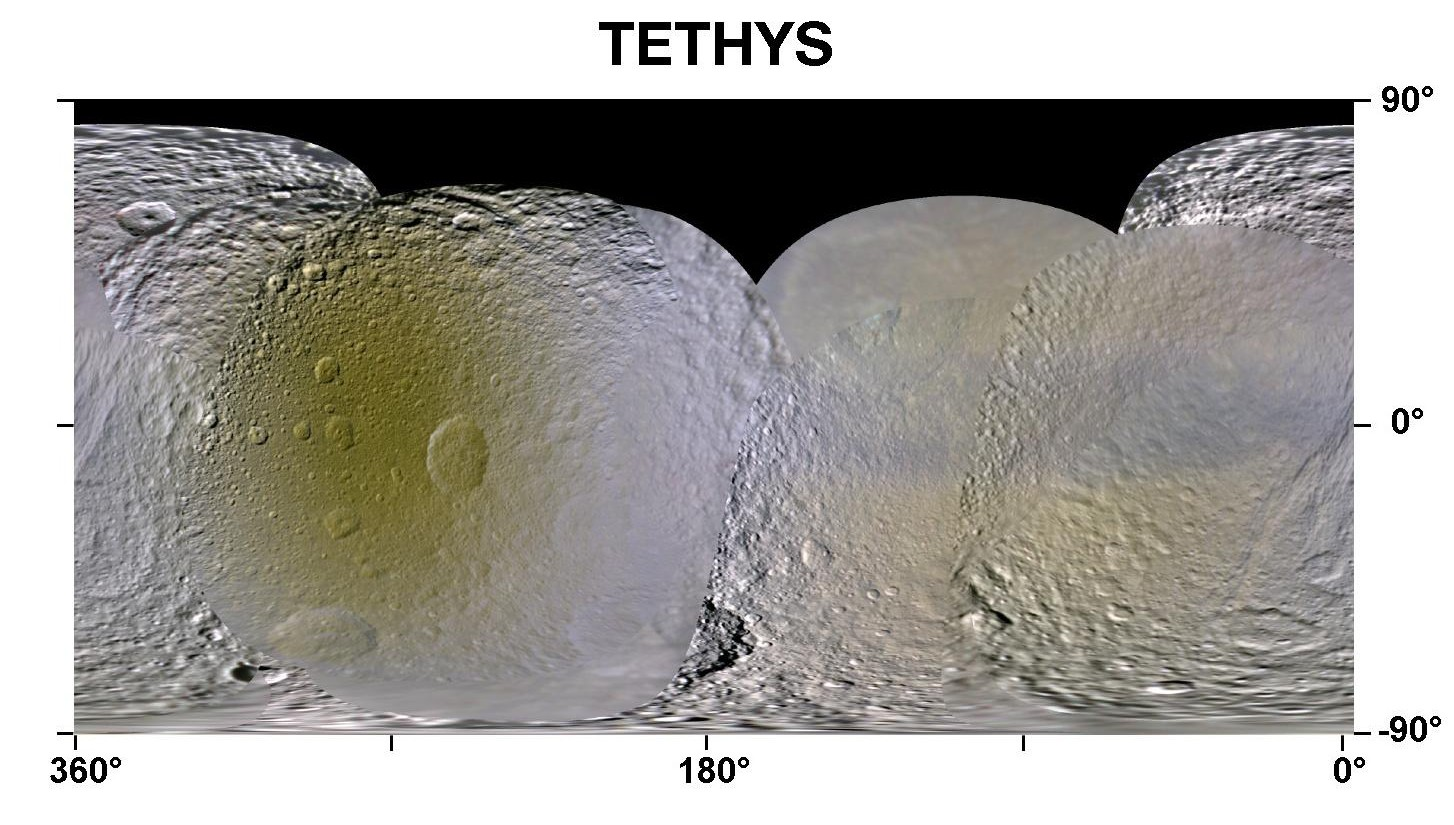
Карта Тефії у посилених кольорах. Ліворуч — червонувата ведена півкуля, праворуч — ведуча півкуля із синюватою смугою

Поверхня Тефії має низку великомасштабних деталей, що відрізняються за кольором, а іноді й яскравістю. На веденій півкулі (особливо поблизу її центру) поверхня трохи червоніша й темніша, ніж на ведучій. Ведуча півкуля також злегка червоніє до центру, хоча й без помітного потемніння. Таким чином, найсвітліша і найменш червона поверхня розташовується на смузі, що розділяє ці півкулі (і проходить по великому кругу через полюси). Таке забарвлення поверхні є типовим для супутників Сатурна середнього розміру. Його походження може бути пов'язане з відкладанням частинок льоду з кільця E на ведучу (передню) півкулю і темних частинок, що надходять із зовнішніх супутників Сатурна, на задню півкулю. Крім того, затемненню задньої півкулі може сприяти дія плазми з магнітосфери Сатурна, яка обертається швидше супутників (з тим же періодом, що й планета) і, отже, опромінює їх ззаду.

### Геологія
Геологія Тефії відносно проста. Її поверхня переважно горбиста і покрита кратерами (переважають кратери діаметром понад 40 км). Невелика частина поверхні на задній півкулі покрита гладенькими рівнинами. Є там і тектонічні структури — каньйони та западини.
У західній частині ведучої півкулі Тефії домінує ударний кратер Одіссей діаметром 450 км, який охоплює майже 2/5 діаметра самої Тефії. Кратер наразі доволі плоский (його дно лежить майже на рівні поверхні супутника). Скоріш за все, це викликано в'язкою релаксацією (розплямленням) крижаної кори Тефії з геологічним часом. Тим не менш кільцевий вал Одіссея піднятий приблизно на 5 км над середнім рівнем поверхні Тефії, а його дно лежить на 3 км нижче цього рівня. У центрі Одіссея розташовується западина 2–4 км глибиною в оточенні масивів, що здіймаються на 6–9 км над дном.

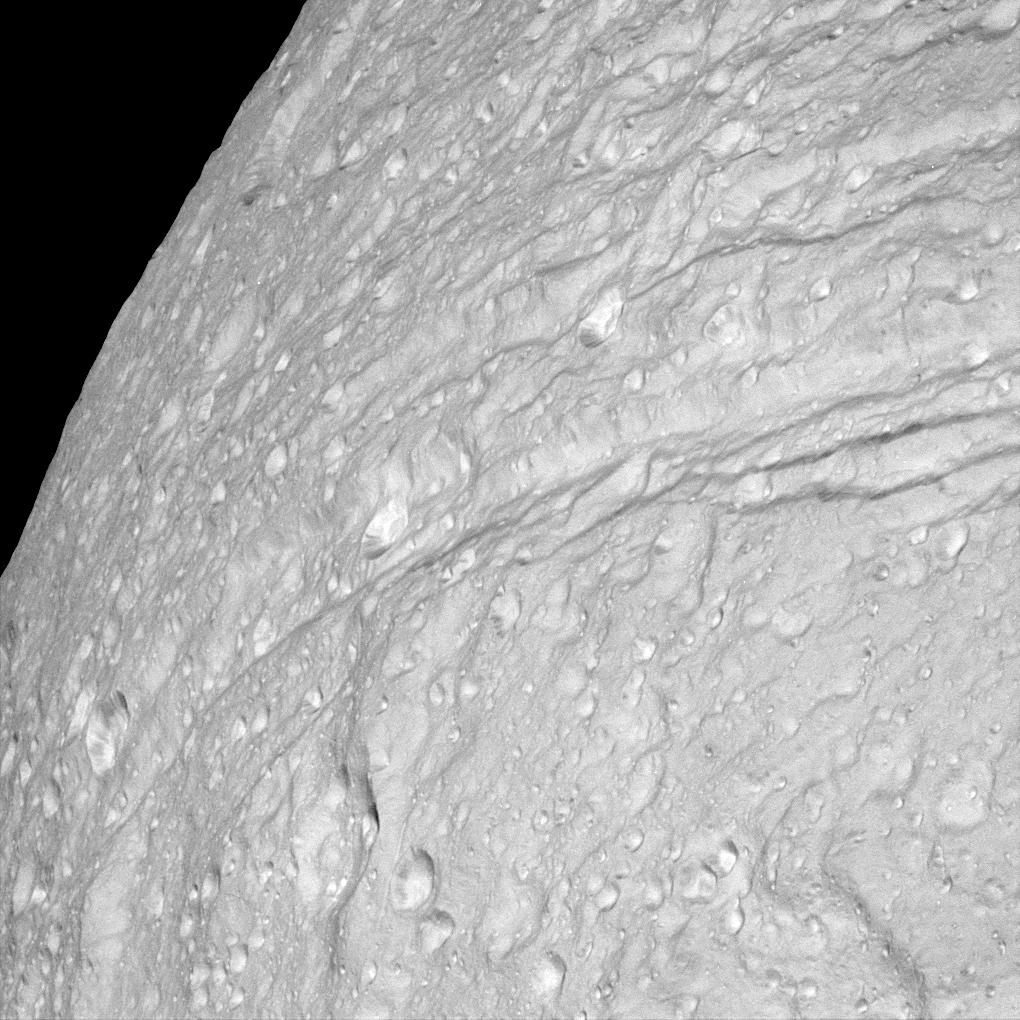
Каньйон Ітака

Друга головна деталь рельєфу Тефії — величезний каньйон Ітака. Його довжина — понад 2000 км (приблизно 3/4 довжини кола Тефії), середня глибина — 3 км, а ширина інколи перевищує 100 км. Цей каньйон займає близько 10 % поверхні супутника. Одіссей розташовується майже у центрі однієї з півкуль, на які каньйон поділяє Тефію (точніше, на 20° від цього центра).
Скоріш за все, каньйон Ітака утворився при затвердінні підземного океану Тефії, в результаті чого надра супутника розширилися і його поверхня розтріскалася. Цей океан міг бути результатом орбітального резонансу 2:3 між Діоною і Тефією в ранній історії Сонячної системи, який викликав помітний ексцентриситет орбіти Тефії і, як наслідок, припливне нагрівання її надр. Коли Тефія вийшла з резонансу, нагрівання припинилося й океан замерз.
Втім, ця модель стикається з деякими труднощами. Існує ще одна версія формування каньйона Ітака: коли відбулося зіткнення, яке утворило гігантський кратер Одіссей, по Тефії пройшла ударна хвиля, яка призвела до розтріскування крижаної поверхні. У такому випадку каньйон Ітака — зовнішній кільцевий грабен Одіссея. Однак визначення віку за концентрацією кратерів показало, що цей каньйон старший за Одіссея, що несумісно з гіпотезою про їх спільне утворення.

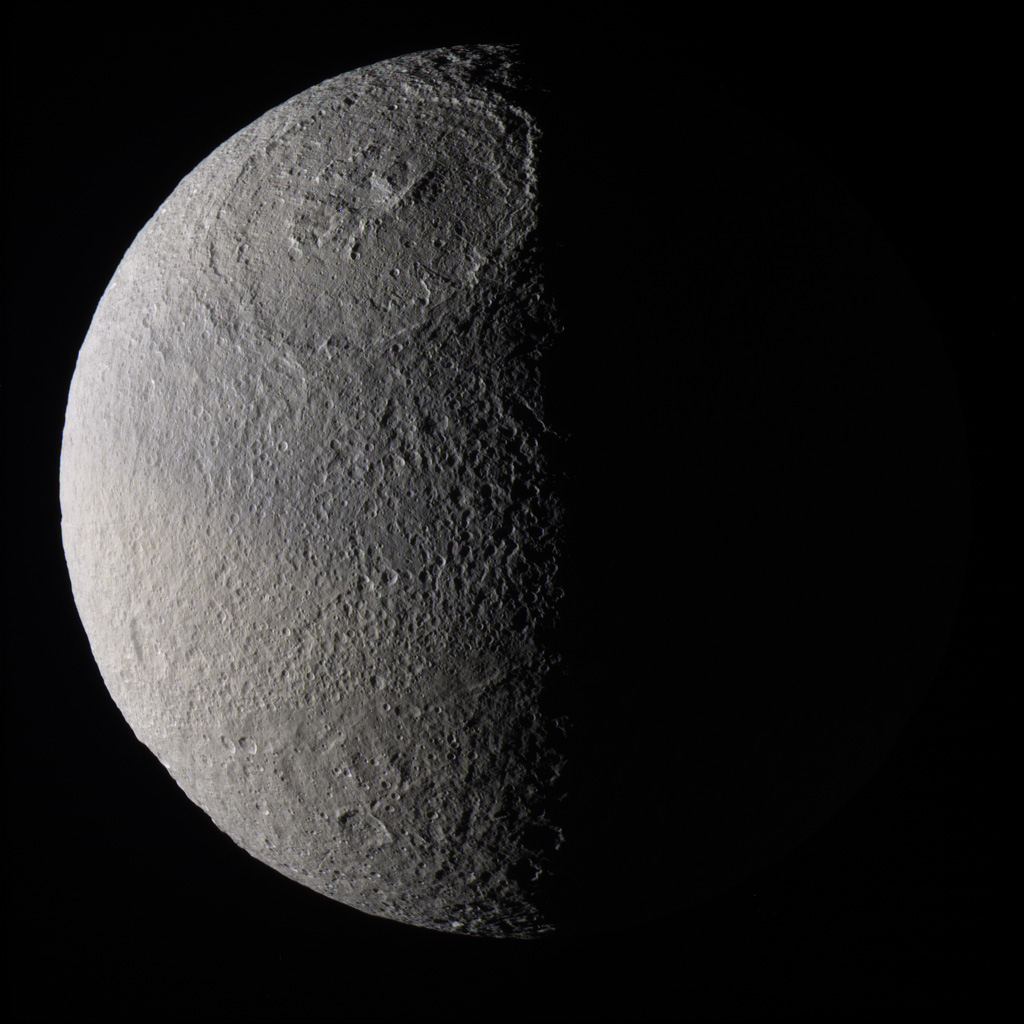
Одіссей — величезний неглибокий кратер (зверху, поблизу термінатора)

Гладенькі рівнини на задній півкулі розташовані приблизно на протилежному боці від Одіссея (однак вони простягаються приблизно до 60° на північний схід від точно протилежної точки). Рівнини мають порівняно різку границю з навколишньої кратерованою місцевістю. Їх розташування поряд із антиподом Одіссея може бути ознакою їхнього зв'язку з кратером. Можливо, ці рівнини утворилися через фокусування сейсмічних хвиль, які виникли при ударі, що утворив Одіссей у центрі протилежної півкулі. Однак гладкість рівнин та їх різкі границі (сейсмічні хвилі утворили б широкі перехідні зони) вказують на те, що вони утворені виверженнями з надр (можливо, вздовж розломів літосфери Тефії, які утворилися при утворенні Одіссея).

### Кратери та вік
Більшість кратерів на Тефії мають простий центральний пік. Ті, що перевищують 150 км у діаметрі, мають складніші піки у вигляді кільця. Лише кратер Одіссей має центральну депресію, яка нагадує центральну яму. Старі кратери менш глибокі, ніж молоді, що пов'язано зі ступенем релаксації кори.
Концентрація кратерів на різних ділянках поверхні Тефії різна і залежить від їхнього віку. Чим старшою є поверхня — тим більше на ній накопичилося кратерів. Це дозволяє встановити відносну хронологію для Тефії. Сильно кратерована місцевість є, ймовірно, найстарішою; можливо, її вік порівняний з віком Сонячної системи (близько 4,56 млрд років). Наймолодшою структурою є кратер Одіссей: за оцінками, його вік становить від 3,76 до 1,06 млрд років, залежно від прийнятої швидкості накопичення кратерів. Каньйон Ітака, судячи з концентрації кратерів, давніший від Одіссея.

## Утворення та еволюція
Тефія, ймовірно, сформувалася з акреційного диска чи газопилової субтуманності, що існувала біля Сатурна протягом деякого часу після його формування. Температура в районі орбіти Сатурна була низькою, і це означає, що його супутники формувалися з твердого льоду. Ймовірно, там були і леткіші сполуки, такі як аміак і вуглекислий газ, але їх вміст невідомий.
Надзвичайно висока частка водяного льоду у складі Тефії залишається не поясненою. Умови субтуманності Сатурна, мабуть, сприяли відновним реакціям, в тому числі утворенню метану з чадного газу. Це може частково пояснити, чому супутники Сатурна, в тому числі Тефія, містять більше льоду, ніж зовнішні тіла Сонячної системи (такі як Плутон чи Тритон), оскільки при цій реакції вивільняється кисень, який, реагуючи з воднем, утворює воду. Одна з найцікавіших гіпотез припускає утворення кілець і внутрішніх супутників із зруйнованих припливними силами великих супутників з високим вмістом льоду в корі (як у Титана), до того, як вони були поглинуті Сатурном.
Акреція, ймовірно, тривала декілька тисяч років, до остаточного формування Тефії. При цьому зіткнення нагрівали її зовнішній шар. Моделі показують, що температура досягала максимуму — близько 155 К — на глибині приблизно 29 км. Після завершення формування, за рахунок теплопровідності, приповерхневий шар охолоджувався, в той час як внутрішній нагрівався. Охолоджені приповерхневі шари стискалися, в той час як внутрішні розширювалися. Це викликало в корі Тефії сильні напруження розтягу — до 5,7 МПа, що, ймовірно, призвело до утворення тріщин.
У складі Тефії дуже мало скельних порід. Тому в її історії навряд чи відігравало значну роль нагрівання в результаті розпаду радіоактивних елементів. Це також означає, що Тефія ніколи не зазнавала значного танення, якщо лише її надра не нагрівалися припливами. Сильні припливи могли відбуватися при значному ексцентриситеті орбіти, який міг підтримуватися, наприклад, орбітальним резонансом з Діоною чи іншим супутником. Детальних даних про геологічну історію Тефії поки немає.

## Дослідження

Анімація обертання Тефії

1979 року повз Сатурн пролітав апарат «Піонер-11». Максимальне зближення з Тефією, 329 197 км, відбулося 1 вересня 1979 року.
Через рік, 12 листопада 1980 року, «Вояджер-1» пролетів на мінімальній відстані 415 670 км від Тефії. Його близнюк, «Вояджер-2», 26 серпня 1981 пролетів ближче, на відстані близько 93 000 км. «Вояджер-1» передав лише одне зображення Тефії з роздільністю менше 15 км, а «Вояджер-2», що пролетів ближче до супутника, обійшов його майже навколо (270°) і передав знімки з роздільністю менше 2 км. Першою великою деталлю поверхні, виявленою на Тефії, був каньйон Ітака. З усіх супутників Сатурна Тефія була сфотографована «Вояджерами» найбільш повно.
2004 року на орбіту навколо Сатурна вийшов апарат «Кассіні». Під час своєї основної місії з червня 2004 по червень 2008 року він здійснив один дуже близький цільовий проліт біля Тефії 24 вересня 2005 року на відстані 1503 км. Пізніше «Кассіні» виконав ще багато нецільових зближень із Тефією на відстань порядку десятків тисяч кілометрів. Він буде робити такі зближення і надалі.
Під час зближення 14 серпня 2010 року (відстань 38 300 км) був детально відзнятий четвертий за величиною кратер на Тефії, Пенелопа, діаметр якого становить 207 км.
Спостереження «Кассіні» дозволили скласти високоякісні карти Тефії з роздільністю 0,29 км. Космічний апарат отримав спектри різних ділянок Тефії у ближньому інфрачервоному спектрі, які показують, що її поверхня складається з водяного льоду, змішаного з темним матеріалом. Спостереження в дальньому інфрачервоному спектрі дозволили оцінити крайні можливі значення болометричного альбедо Бонда. Радіолокаційні спостереження на довжині хвилі 2,2 см показали, що крижаний реголіт має складну структуру і дуже пористий. Спостереження плазми в околі Тефії вказують на те, що вона не викидає в магнітосферу Сатурна яку-небудь плазму.
Певних планів з дослідження Тефії майбутніми космічними апаратами поки немає. Можливо, у 2020 році в систему Сатурна буде направлена місія Titan Saturn System Mission.